# Paliepių ir Šilainių miškai
Paliepių ir Šilainių miškai este o arie protejată (sit de importanță comunitară — SCI) din Lituania întinsă pe o suprafață de 847,65 ha, integral pe uscat.

## Localizare
Centrul sitului Paliepių ir Šilainių miškai este situat la coordonatele 55°20′21″N 23°34′22″E / 55.3391°N 23.5727°E.

## Înființare
Situl Paliepių ir Šilainių miškai a fost declarat sit de importanță comunitară în noiembrie 2022 pentru a proteja un număr necunoscut de specii din flora spontană și fauna sălbatică aflate în arealul zonei.

## Biodiversitate
Situată în ecoregiunea boreală, aria protejată conține 4 habitate naturale: Taiga vestică, Păduri caducifoliate bătrâne naturale hemiboreale fino-scandinave (Quercus, Tilia, Acer, Fraxinus sau Ulmus) bogate în specii epifite, Păduri caducifoliate de mlaștină fino-scandinave, Păduri aluvionare cu Alnus glutinosa și Fraxinus excelsior (Alno-Padion, Alnion incanae, Salicion albae).
La baza desemnării sitului se află un număr nedeclarat de specii protejate.
Pe lângă speciile protejate, pe teritoriul sitului au mai fost identificate 1 specie de păsări.